# Peter van Geersdaele
Peter Charles van Geersdaele (Londres, 3 de julho de 1933 – 20 de julho de 2018) foi um conservador inglês mais conhecido pelo seu trabalho no navio funerário Sutton Hoo. Entre outros trabalhos, ele supervisionou a criação de um molde de gesso da impressão do navio, a partir do qual foi formada uma réplica em fibra de vidro do navio. Mais tarde, ajudou a moldar uma impressão do barco Graveney, além de outros trabalhos de escavação e restauração.
Van Geersdaele estudou no Hammersmith Technical College de 1946 a 1949, depois do qual se envolveu em moldagem e fundição no Museu Vitória e Alberto até 1951. De 1954 a cerca de 1976 foi conservador no Museu Britânico, chegando ao cargo de oficial de conservação sénior no departamento britânico e medieval. Depois, tornou-se chefe assistente de arqueologia na divisão de conservação dos Sítios Históricos Nacionais do Canadá para o Parks Canada e, em seguida, vice-chefe do departamento de conservação do Museu Marítimo Nacional, em Londres. Em 1993 aposentou-se e, durante as Honras de Aniversário daquele ano, foi nomeado Oficial da Ordem do Império Britânico em reconhecimento pelos seus serviços aos museus.

## Infância e educação
Peter Charles van Geersdaele nasceu no dia 3 de julho de 1933 em Fulham, no sudoeste de Londres, numa família com raízes na Holanda. Estudou entre 1946 e 1949 no Hammersmith Technical College, onde se tornou membro do departamento do Museu Vitória e Alberto de 1949 a 1951.
No início da década de 1950 van Geersdaele serviu na Real Força Aérea. Enquanto estava na base aérea de Binbrook, em Lincolnshire, ele jogou futebol no Grimsby Town FC, administrado por Bill Shankly. De acordo com um colega, van Geersdaele "brincou com a ideia de ser um jogador de futebol profissional" após a sua dispensa, e teve uma avaliação com o Queens Park Rangers FC. Contudo, em vez disso, em 1954, ele juntou-se ao Museu Britânico.

## Museu Britânico
De 1954 a 1976, van Geersdaele trabalhou no Museu Britânico. Começou na oficina dos moldes, criando réplicas de esculturas clássicas, e tornou-se um oficial de conservação sénior no departamento britânico e medieval. Lá, liderou notavelmente a equipa encarregada de fazer um molde, e mais tarde uma réplica em fibra de vidro do navio Sutton Hoo, um processo que ele repetiu em outubro de 1970 com o barco Graveney. Outro trabalho no museu incluiu a remoção em 1964 de um forno de azulejos do século XIII do Clarendon Palace, um projecto no qual, tal como no navio Sutton Hoo, ele foi auxiliado por Nigel Williams, e a restauração de 1973 de pinturas murais do século XIV da Capela de Santo Estêvão no Palácio de Westminster. van Geersdaele também ajudou nas escavações da fábrica de porcelana de Longton Hall e do cemitério anglo-saxão de Broadstairs. Durante o seu tempo no museu, ele também estudou em tempo parcial para obter um diploma de conservação no Instituto de Arqueologia da University College London, o que o ajudou a publicar vários artigos sobre o seu trabalho.

### Navio funerário Sutton Hoo

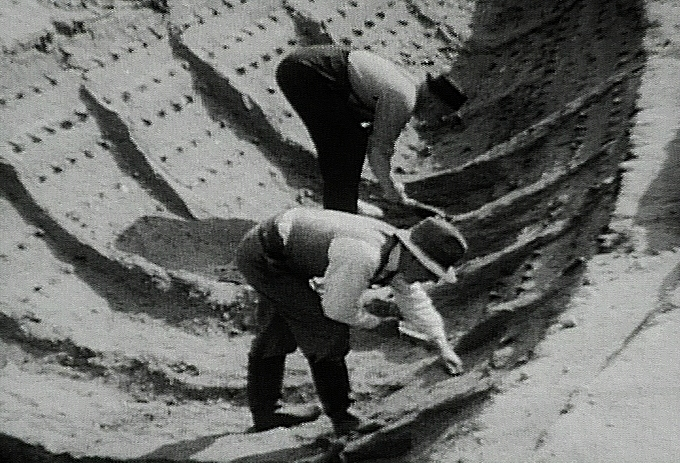
A impressão do navio durante a escavação de 1939

Durante a re-escavação de 1967 do navio funerário de Sutton Hoo, van Geersdaele empreendeu a moldagem de uma impressão do navio. Inicialmente escavado em 1939, o túmulo anglo-saxão é amplamente identificado com Rædwald de Anglia Oriental. Após a escavação de 1939, a impressão do navio foi preenchida com fetos, que gradualmente decompuseram-se e misturaram-se ao solo arenoso, preservando os vestígios do navio. Quando o local foi novamente escavado em 1965, a impressão, que o líder da escavação Rupert Bruce-Mitford denominou "o fantasma do navio", mostrou ter sobrevivido em grande parte aos 26 anos anteriores com danos mínimos. A necessidade de escavar sob o navio e remover os rebites do navio para estudo exigiu a destruição da impressão; para mitigar os danos, decidiu-se primeiro fazer um molde de gesso, e usar isso para fazer uma réplica em fibra de vidro.
A confecção do molde de gesso levou três semanas. van Geersdaele liderou a operação, com a ajuda de Jack Langhorn, técnico sénior da oficina de estucadores do Museu Britânico, A. Prescott, Nigel Williams, G. Adamson, Y. Crossman e G. Joysmith. Gesso de Paris foi usado pelo seu tempo célere e eficiência a nível de custos, e cinco experiências foram realizadas para encontrar um método apropriado. Na primeira experiência, através do uso de lixões de terra da escavação, o gesso foi aplicado diretamente na terra, mas ao ser removido puxou a terra com ele. Duas tentativas de consolidar quimicamente a superfície foram então realizadas, mas sem sucesso, antes de ser feita uma tentativa de colocar polietileno diretamente sobre a impressão para actuar como uma barreira. Isso produziu muitas rugas e, portanto, numa tentativa final e bem-sucedida, toalhas de papel molhadas foram usadas como barreiras. O método foi repetido em todo o navio. O navio foi moldado em 85 secções, e pesava cerca de 6,100 kg (13,400 lb).
Após a moldagem da impressão do navio, foi feito um molde de fibra de vidro em 23 secções. O molde foi montado primeiro de cabeça para baixo; as juntas foram então preenchidas com gesso, e uma leve camada foi aplicada no resto do molde para remover quaisquer rugas causadas pela barreira de papel. O gesso foi então selado e revestido com cera antes da moldagem. O processo em si levou três semanas, duas secções sendo lançadas por dia. O gesso foi retirado e remontado, apoiado numa armação de madeira com oitenta pés.

### Embarcação Graveney
Em 1970, Van Geersdaele foi convidado a fazer uma impressão de um barco de madeira de casco trincado, quando o alargamento de um curso de água perto da vila de Graveney, em Kent, desenterrou o navio do século IX. As "costelas" da embarcação foram levantadas para que um molde de gesso do casco pudesse ser retirado, num método semelhante ao empregado no navio Sutton Hoo; aqui, no entanto, o navio foi retirado e conservado após a retirada do molde, servindo o molde para ajudar na remontagem do navio. Dezanove secções de gesso foram dispostas ao longo de três dias e meio, e depois levantadas em menos de uma hora.

## Carreira posterior
Em 1976, van Geersdaele mudou-se para Ottawa com a sua esposa e filha mais nova, onde assumiu o cargo de Chefe-adjunto de Conservação (Arqueologia) dos Sítios Históricos Nacionais do Canadá da Parks Canada. Quatro anos depois, a família voltou para a Inglaterra, e van Geersdaele tornou-se vice-chefe de conservação do Museu Marítimo Nacional. Van Geersdale foi responsável pela movimentação e instalação das exposições e supervisionou uma grande reorganização do armazenamento das coleções de reserva. Aposentou-se em 1993.

## Vida pessoal
Van Geersdaele casou-se com Maura Bradley em 1955, e teve duas filhas, Maxine e Sharon, bem como netos e bisnetos. Após regressar à Inglaterra em 1976, viveu em Woodbridge, Suffolk: "a poucos passos do local do seu triunfo em Sutton Hoo", como um colega do Museu Britânico denominou. Durante as Honras de Aniversário de 1993, van Geersdaele foi nomeado Oficial da Ordem do Império Britânico, em reconhecimento pelos seus serviços aos museus.
Em 2003, van Geersdaele fez parte de um grupo de pensionistas que protestou contra um aumento de 18 por cento no imposto municipal pelo Conselho do Condado de Suffolk, e no ano seguinte foi intimado a tribunal por distribuir o aumento do imposto em doze prestações mensais em vez das dez estipuladas. Ainda em 2006, van Geersdaele, como parte do comité de Protesto Contra o Imposto Municipal de Suffolk (PACTS), continuou a protestar contra as ineficiências no sistema de arrecadação de impostos municipais.
Van Geersdaele morreu no dia 20 de julho de 2018. Ele foi lembrado por um colega, Andrew Oddy, como "um líder nato que era universalmente apreciado e que inspirava aqueles que trabalhavam com ele a dar o melhor de si", e como sendo "o último da equipa de conservadores e artesãos especializados que responderam a um desafio que deixou os arqueólogos desanimados".

### Obras de Van Geersdaele
- van Geersdaele, Peter C. (novembro de 1969). «Moulding the Impression of the Sutton Hoo Ship». International Institute for Conservation of Historic and Artistic Work. Studies in Conservation. 14 (4): 177–182. JSTOR 1505343. doi:10.1179/sic.1969.021
- van Geersdaele, Peter C. (agosto de 1970). «Making the Fibre Glass Replica of the Sutton Hoo Ship Impression». International Institute for Conservation of Historic and Artistic Work. Studies in Conservation. 15 (3): 215–220. JSTOR 1505584. doi:10.2307/1505584
- Oddy, William Andrew; van Geersdaele, Peter C. (fevereiro de 1972). «The Recovery of the Graveney Boat». International Institute for Conservation of Historic and Artistic Work. Studies in Conservation. 17 (1): 30–38. JSTOR 1505559. doi:10.1179/sic.1972.003 Verifique o valor de |name-list-format=amp (ajuda)
- Eames, Elizabeth S.; van Geersdaele, Peter C. (1972). «Further Notes on a Thirteenth-Century Tiled Pavement From the King's Chapel, Clarendon Palace». British Archaeological Association. Journal of the British Archaeological Association. 35 (1): 71–76. doi:10.1080/00681288.1972.11894924 Verifique o valor de |name-list-format=amp (ajuda)
- van Geersdaele, Peter C. (fevereiro de 1975). «Note on the Direct Application of Plaster of Paris to Waterlogged Wood». International Institute for Conservation of Historic and Artistic Work. Studies in Conservation. 20 (1): 35. JSTOR 1505598. doi:10.1179/sic.1975.20.1.005
- van Geersdaele, Peter C.; Davison, Sandra (agosto de 1975). «The Thirteenth-Century Tile-Kiln from Clarendon Place: Its Removal and Reconstruction for Exhibition». International Institute for Conservation of Historic and Artistic Work. Studies in Conservation. 20 (3): 158–168. JSTOR 1505681. doi:10.1179/sic.1975.20.3.014 Verifique o valor de |name-list-format=amp (ajuda)
- van Geersdaele, Peter C. (novembro de 1976). «A Design for Large Plaster Piece-Moulds Made in the Field». International Institute for Conservation of Historic and Artistic Work. Studies in Conservation. 21 (4): 198–201. JSTOR 1505644. doi:10.1179/sic.1976.031
- van Geersdaele, Peter C.; Goldsworthy, Lesley J. (1978). «The Restoration of Wallpainting Fragments from St. Stephen's Chapel, Westminster». Institute of Conservation. The Conservator. 2 (1): 9–12. doi:10.1080/01400096.1978.9635646 Verifique o valor de |name-list-format=amp (ajuda)
- Oddy, William Andrew; van Geersdaele, Peter C. (1978). «Lifting and Removal». In:  Fenwick. The Graveney Boat: A Tenth Century Find from Kent. Oxford: British Archaeological Reports. pp. 17–21. ISBN 978-0-86054-030-4
- van Geersdaele, Peter C. (1987). «Molding in the Field Using Plaster of Paris». In:  Hodges. In Situ Archaeological Conservation: Proceedings of Meetings April 6–13, 1986, Mexico. Los Angeles: Getty Conservation Institute. pp. 114–121. ISBN 0-941103-03-X
- van Geersdaele, Peter C. (1993). «Moldeado con yeso en el campo». In:  Hodges. Conservación Arqueológica in Situ: Memoria de las Reuniones 6–13 de Abril de 1986, México (em espanhol). Mexico City: Instituto Nacional de Antropología e Historia. pp. 120–127. ISBN 0-89236-251-0